# Charkhi Dadri
Charkhi Dadri – miasto i siedziba dystryktu  Charkhi Dadri, położone w południowej części stanu Hariana w Indiach, około 90 km na zachód od stolicy kraju Delhi. 
Miasto powstało z połączenia wsi Charkhi i Dadri po rozwoju urbanistycznym. Charkhi Dadri znajduje się na linii NH 148B między Narauli i Bathindą i NH 348B między dystryktem Meerut do Pilani przechodzącym przez miasto.